# تولسيكلات
تولسيكلات (Tolciclate) مضاد للفطريات غير متوافر حالياً في الولايات المتحدة الأمريكية. الزمرة الدوائية مضاد فطري
وهي من المواد التي تدمر الفطريات عن طريق قمع قدرتها على النمو أو التكاثر. وهي تختلف عن المبيدات الفطرية الصناعية لأنها تدافع عن نفسها ضد الفطريات الموجودة في الأنسجة البشرية أو الحيوانية.

## الاستعمال الطبي
يُطبق موضعياً لعلاج الإنتانات الفطرية.

## الجرعة
البالغين موضعياً: طبقه على المنطقة المصابة 2-3 مرات/يوم.

## المستحضرات الصيدلانية
يُحضر على شكل:
- كريم 1%.
- دهون 1%.
- بودرة 0.5%.